# Цис-транс-тест
Цис-транс-тест — генетичний метод аналізу, що дозволяє виявити належність рецесивних мутацій до одного чи різних генів. Метод запропонований Е. Льюісом у 1951 році.

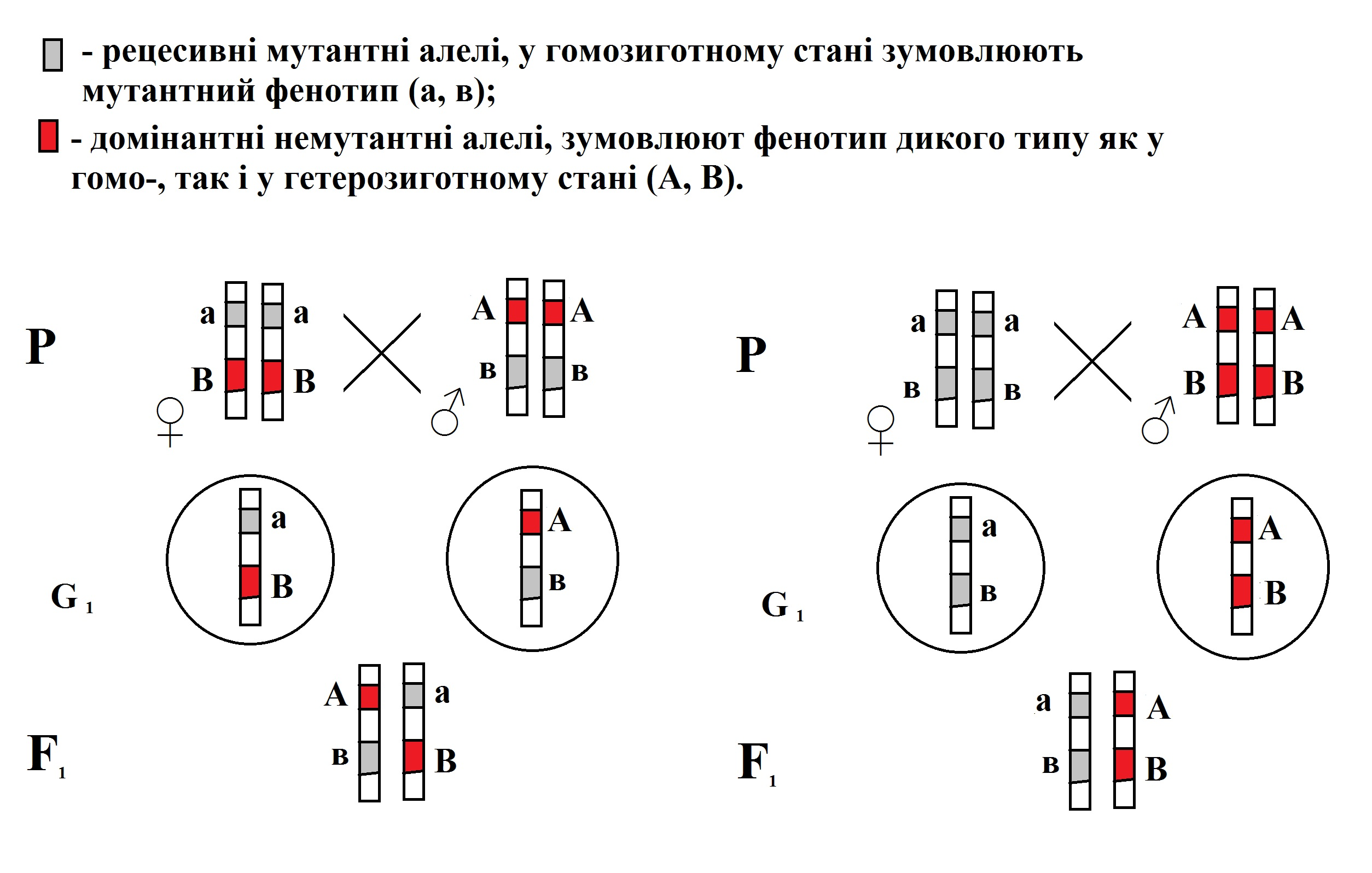
Complementation

Для проведення цис-транс-тесту досліджувані мутації за допомогою гібридологічного методу сполучають в цис- і транс-положеннях. У першому випадку схрещують особин, що несуть по одній досліджуваній мутації. У другому випадку схрещують особину, що несе обидві мутації, з особиною дикого (нормального, немутантного) типу. Якщо мутації належать різним генам, то гібридний організм автоматично отримує і по одній непошкодженій копії гену (домінантний алель). В цьому випадку рецесивні мутації не проявляються і гібрид за фенотипом є диким типом (рис.1).
У випадку, коли досліджувані мутації належать одному гену, то у гібриді обидві копії даного гену пошкоджені, що зумовлює мутантний фенотип (мутації некомплементарні).
Цис-транс-тест не завжди є абсолютним критерієм алелізму. При міжалельній комплементації два мутантних алелі спільно можуть забезпечити формування нормально функціонуючого продукту, а окремо жоден з них цього зробити не може.